# Anfurro
Anfurro è una frazione del comune di Angolo Terme, in bassa Val Camonica, provincia di Brescia.

## Geografia fisica

### Territorio
Sorge in posizione panoramica sulla media Val Camonica ed il Lago d'Iseo. È suddiviso in due antiche contrade, Anfurén de hòta (Anfurro di sotto) e Anfurén de sura (Anfurro di sopra), probabilmente un tempo due frazioni distinte, come potrebbe testimoniare la presenza di due chiese.

## Origini del nome
Pe l'Olivieri il nome deriva dalla sua posizione isolata e fuori mano: en föra, in fuori, all'esterno.
Nel XII secolo è ricordato come Amphoro, nel secolo XVI come Anfur mentre Giovanni da Lezze nel 1609 lo chiama Honfurro.

## Storia

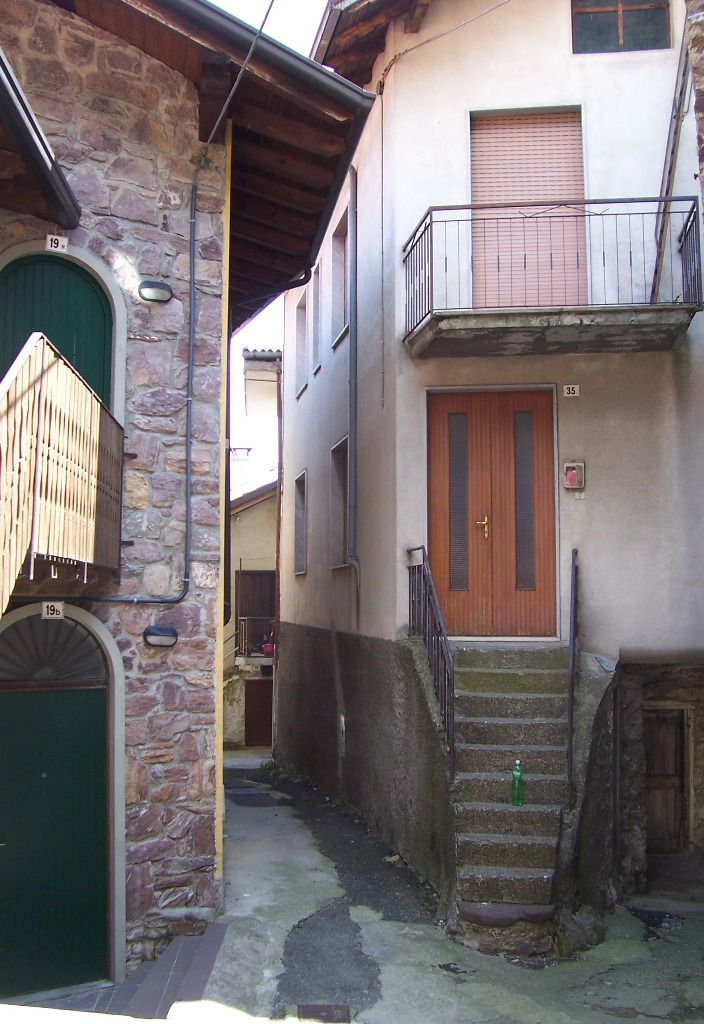
Casa ad Anfurro

Anfurro è ricordato come ribelle ai diritti feudali del vescovo di Brescia nel 1389.
Nel 1409 Comicino Federici di Angolo esorta i guelfi di Anfurro a consegnarsi al Malatesta, stanco delle scorrerie fatte a suo danno nella zona.
L'11 maggio 1465 sono investiti delle decime feudali Bernardino Mastarino e Pasino Federici di Artogne.
Il comune rimase autonomo fino al 1927, quando venne unito a quello di Angolo Terme.
Nel 1973 40 famiglie dovettero sgomberare dalle loro abitazioni a causa di una frana.

### Feudatari locali
Famiglie che hanno ottenuto l'infeudazione vescovile dell'abitato:
| Famiglia | Stemma | Periodo  |
| Federici |        | 1465 - ? |

## Monumenti e luoghi d'interesse

### Architetture religiose
Le chiese di Anfurro sono:
- Parrocchiale dei santi Nazzaro e Celso, costruzione della fine del 500 in pietra simona. All'interno opera della scuola fantoniana.
- Santuario della Madonna della Neve (o delle "crape"), costruzione barocca con colonne in pietra di Sarnico.

## Società

### Tradizioni e folclore
Gli scütüm sono nei dialetti camuni dei soprannomi o nomignoli, a volte personali, altre indicanti tratti caratteristici di una comunità. Quello che contraddistingue gli abitanti di Anfurro è Sighegn.